# مهدي بن هادي القزويني
مهدي بن هادي بن صالح القزويني المعروف أيضًا بـالقزويني الصغير للتمييز عن جده الكبير (1890 - 1946) شاعر وكاتب عراقي. ولد في الهندية نشأ فيها يقرأ على أبيه وشقيقه ولم يكد يبلغ الخامسة عشرة حتى ظهرت مواهبة الأدبية والشعرية فهاجر إلى النجف، وعكف على دراسة الفقه والأدب، وتعمّق فيهما. تميّز بثقافته الواسعة واطلاعه العميق. له ديوان شعر متنوّع الأغراض والمناسبات. توفي في مسقط رأسه.

## سيرته
ولد مهدي بن هادي بن صالح بن مهدي القزويني الكبير في مدينة الهندية. نشأ في رعاية أبيه، وتلقى علومه الأولى عن أخيه الباقر ومحمد حسين، فدرس علوم اللغة العربية، ثم أخذ الأصول عن أخويه الجواد ومحيي، ثم قصد مدينة النجف، فدرس الفقه على حلقتي محمد كاظم اليزدي وهادي كاشف الغطاء. خلف أباه في الزعامة الدينية والاجتماعية لمدينة الهندية، واضطلع بدور سياسي واجتماعي كبير، فقام على قضاء حوائج الناس، وجعل داره ملاذًا لهم.

كان يحفظ الكثير من الشعر ومن أخبار الأدباء في القرنين 13، 14 الهجريين.

توفي في مسقط رأسه سنة 1946.

## شعره
ذكره عبد العزيز البابطين في معجمه وقال «نظم في الأغراض المألوفة من مدح ورثاء ووصف وغزل وتأريخ المواليد، وأكثر شعره في المخاطبات والمراسلات، فراسل والده وأصدقاءه وبعض رجالات عصره، كما نظم في الألغاز. تزداد لغته عذوبة ورقة في غزلياته، كما تتميز بنصاعة الصورة، وإن لم يفارق المألوف في معاني الغزل العربي، وله في الوصف طرائف، منها وصفه النرجيلة ووصفه للشتاء. بلاغته قديمة تعنى بالمحسنات البديعية ولا سيما الجناس، وارتبط شعره بالمناسبات المختلفة. وله قطعة طريفة في الغزل بالمذكّر...رثاه عدد من شعراء عصره.»